# Liza Jane (canción de David Bowie)
«Liza Jane» fue la primera grabación en ser editada en un Sencillo por David Bowie, pero bajo el nombre Davie Jones with lthe King Bees. Este acontecimiento tuvo lugar en 1964 cuándo Bowie tenía 17 años . La cara B del sencillo era la canción "Louie, Louie Go Home" de Paul Revere & The Raiders. Ambas canciones del sencillo fueron grabadas en una sesión de siete horas en Decca Studios en Broadhurst Gardens, West Hampstead.
Bowie entró en contacto con Leslie Conn, que dirigía la compañía que publicaba la música de Doris Day y era un cazatalentos para la Dick James Organisation. Conn Reservó a The King Bees para una fiesta de aniversario de boda, pero con ruidoso R&B en el listado de canciones, Conn paró la actuación después de solo 10 minutos. Conn todavía sería mánager y promotor de The King Bees por algunos meses en 1964, y grabaron y editaron "Liza Jane" como sencillo para Decca Reccords en su sello Pop Vocalion. A pesar de promover el sencillo en los espectáculos televisivos Juke Box Jury, Ready Steady Go!, Y The Beat Room, y recibiendo buena cobertura radiofónica, el disco se vendió mal y la banda era posteriormente se cayó de la etiqueta.
La canción era un arreglo del tema "Li'l Liza Jane", pero Conn se acreditó como el compositor, y la historia habitual es que esto se hizo para conseguir más derechos sobre el disco. Conn recordó en 1997 cómo The King Bees habían usado una progresión de blues de seis compases, el cual todo el mundo utilizaba en la época. Conn aportó algunas ideas propias para la canción, improvisaron y la canción acabó por hacerse.
Después de que Conn y Bowie se separaran en 1964, Conn se mudó a Mallorca por unos cuantos años, y un día por teléfono con su madre quiso librarse de unas cuantos cientos de copias de "Liza Jane" que estaban almacenados en su garaje. Estuvieron de acuerdo en tirarlos a la basura.
Bowie grabó la canción otra vez, en 2000, para el álbum Toy, el cual nunca fue oficialmente editado pero finalmente fue filtradoa través de Internet en 2011.

## Lista de canciones
1. "Liza Jane" (Conn) - 2:32
2. "Louie, Louie Go Home" (Paul Revere, Mark Lindsay) @– 2:14

## Créditos
- Productores:[3]
  - Leslie Conn
- Músicos:[3]
  - David Jones: Voces, saxo alto
  - George Underwood: Guitarra de Ritmo, Armónica, voces (nacido Richard George Underwood, 28 de enero de 1947, Bromley, Kent)
  - Roger Bluck: Guitarra líder (Nacido Roger Beresford Bluck, 14 de septiembre de 1940)
  - Francis Howard: Bajo (Nacido Francis David Holroyd, 1942, Burnley, Lancashire)
  - Bob Allen: Batería (Nacido Robert Allen, 8 de diciembre de 1941)

## Versionesen vivo
- En el 40.º aniversario de su publicación, Bowie interpretó el primer verso y coro de "Liza Jane" en vivo en el PNC Bank Arts Center, Holmdel, EE. UU., el 5 de junio de 2004.[5]

## Otras ediciones
- El sencillo fue reeditado por Decca en el Reino Unido en noviembre de 1978.[1]
- Existe una versión en acetato con un fade-out más largo.[1]
- La canción fue editada en el álbum de recopilación de Bowie de 2014 Nothing Has Changed.